# Conus africanus
Espèce
Statut de conservation UICN

 LC  : Préoccupation mineure
Conus africanus est un mollusque gastéropode marin appartenant à la famille des Conidae.

## Description
- Taille maximale : 3 cm.

## Répartition
Afrique de l'Ouest.